# 스튜어트 피어스
스튜어트 피어스(영어: Stuart Pearce, 1962년 4월 24일 ~ )는 잉글랜드의 전 축구 선수이자 축구 감독이다. 선수시절 포지션은 수비수였으며 노팅엄 포리스트 등 많은 클럽과 잉글랜드 축구 국가대표팀에서 주축 선수로 활약하였다. 은퇴 후에는 맨체스터 시티, 잉글랜드 U-21 대표팀, 영국 U-23 축구 대표팀, 노팅엄 포리스트에서 감독 생활을 했으며, 대한민국에도 2012년 하계 올림픽 당시 영국 축구 단일팀 감독으로 맞붙으면서 널리 알려졌다.
승부차기와 상당한 악연이 있는 축구인이다. 현역 선수 시절에는 1990년 FIFA 월드컵 때 서독과 맞붙은 4강전 승부차기 때 실축하면서 잉글랜드가 결승에 올라가지 못하는 원인이 되었고, 영국 단일 팀 감독을 맡은 2012년 하계 올림픽에서는 대한민국과의 8강전 승부차기 때 대니얼 스터리지가 실축하는 바람에 영국이 탈락하며 승부차기에 또 울어야 했다.